# مصوبه هچ
مصوبهٔ هـَچ (به انگلیسی: Hatch Act)، نام قانونی فدرال در ایالات متحده آمریکا است که در سال ۱۹۳۹ و در هفتاد و ششمین کنگره ایالات متحده آمریکا به تصویب رسید. مصوبهٔ هـَچ نامش را از کارل هچ، سناتور پیشنهادکننده آن مصوبه برگرفته است. مصوبهٔ هـَچ در پاسخ به اتهام مستخدمان دولت به انجام فعالیت‌های جناحی سیاسی در زمان دولت فرانکلین روزولت به تصویب رسید.
براساس قانون هـَچ، به جز رئیس‌جمهوری، معاون او و شماری از مقام‌های بلندپایه مشخص، مابقی کارکنان امور اجرایی در اداره‌های دولت فدرال، از دخالت در امور سیاسی از جمله استفاده از موقعیت دولتی برای نفوذ در انتخابات، اشتغال در مناصب مرتبط با انتخابات، شرکت در مبارزه‌های سیاسی و جمع‌آوری کمک نقدی برای نامزدها یا احزاب سیاسی، منع می‌شوند.